# CASA C-101 Aviojet
CASA C-101 Aviojet je španělský jednomotorový proudový dvoumístný cvičný letoun, řešený jako celokovový dolnoplošník.

## Vývoj

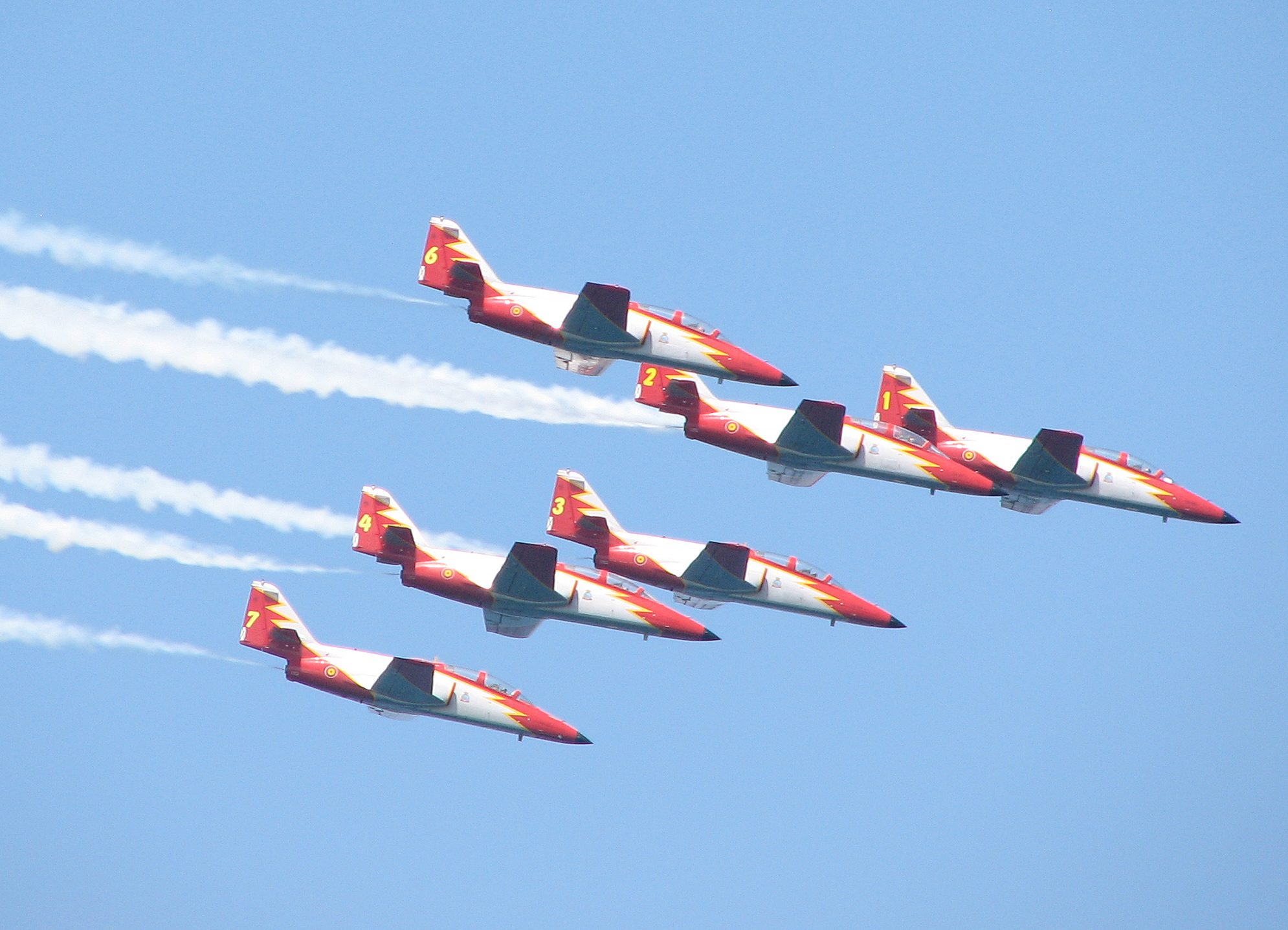
Akrobatický team španělského letectva Patrulla Águila vybavený C-101

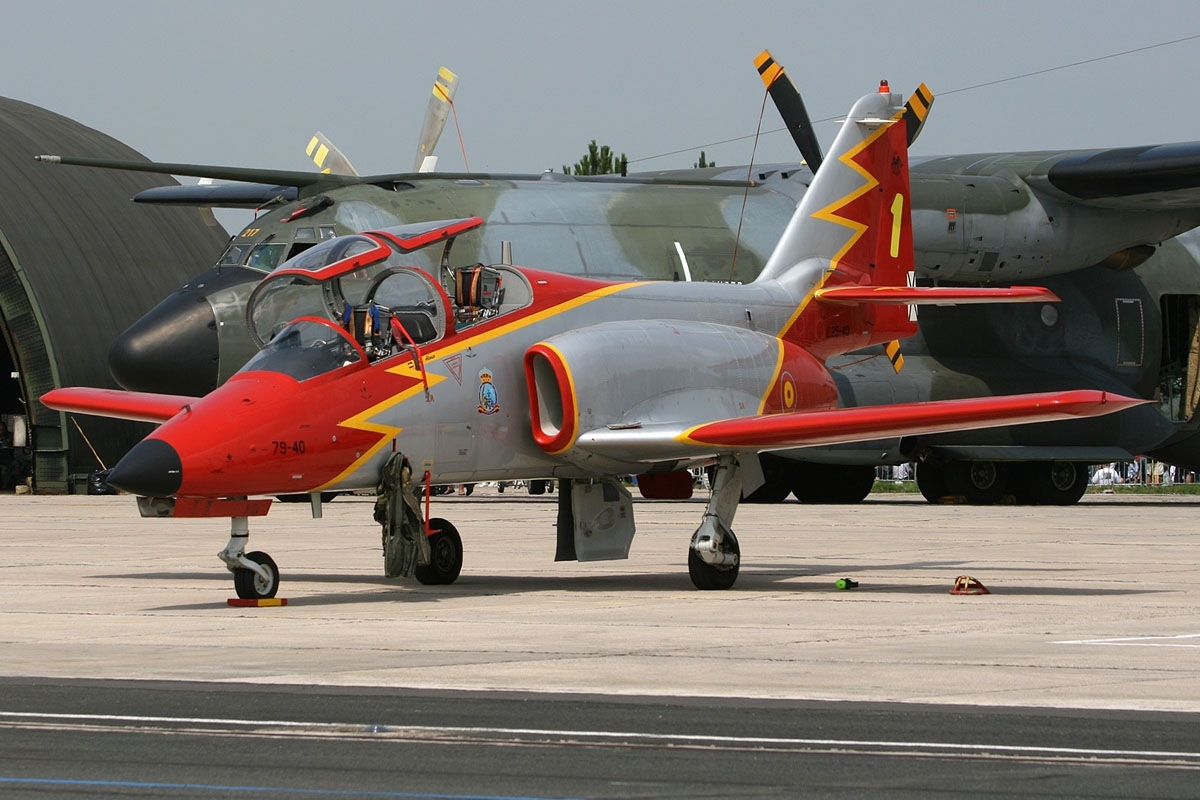
CASA C-101 Aviojet akrobatické skupiny Patrulla Aguila

16. září 1975 uzavřelo španělské ministerstvo letectví kontrakt s firmou CASA na vývoj a stavbu prototypů nového proudového letounu pro základní a pokračovací výcvik, který by nahradil ve vojenském letectvu dosluhující stroje Hispano Aviación HA-200 Saetta a Lockheed T-33 Shooting Star. Na vývoji se podílela firma Northrop z USA, která řešila vstupy vzduchu k motoru a profil křídla a společnost MBB z NSR.
Výsledkem smlouvy byly čtyři prototypy pro letové testy a další dva pro statické a únavové zkoušky. První prototyp C-101 (XE-25-01) vzlétl 27. června 1977, poslední čtvrtý (XE-25-04) pak 17. dubna 1978.[zdroj⁠?!]
Výroba prvních deseti sériových Aviojetů byla zahájena roku 1978, 8. listopadu 1979 byl zalétán první z nich. Celý letoun se vyrábí ve Španělsku, produkce je rozdělena na výrobu křídla v Getafe a trup v Seville. Výjimku tvoří pouze americká pohonná jednotka a příďový podvozek britské firmy Dowty Rotol.

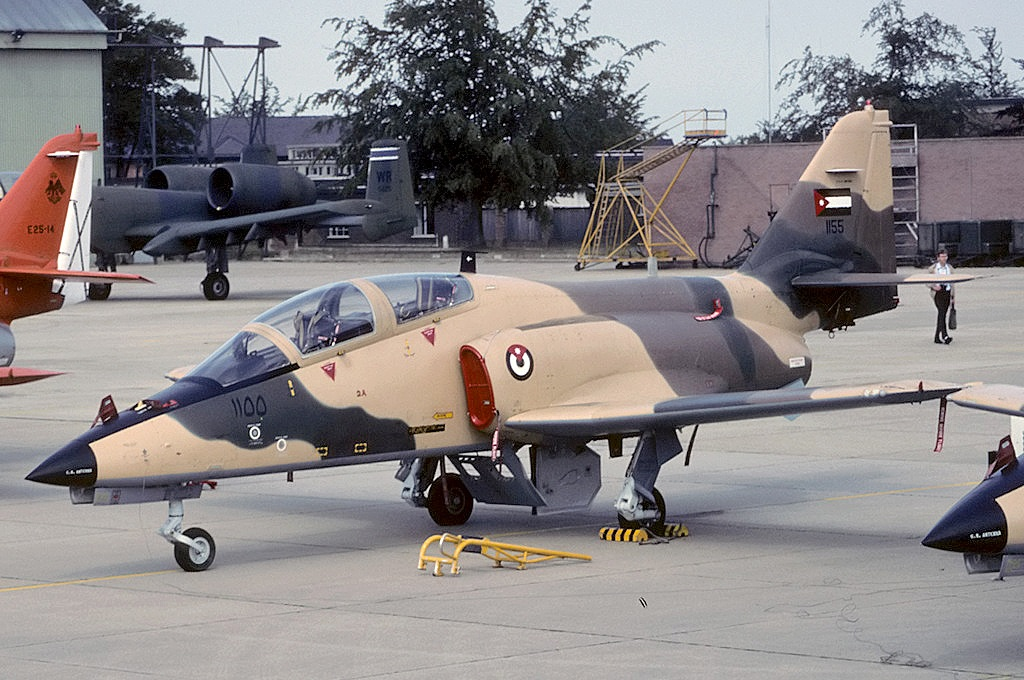
Jordánský C-101 Aviojet

CASA nejdříve dodala 60 kusů neozbrojené verze C-101EB-01 Aviojet s turbodmychadlovou pohonnou jednotkou Garrett TFE731-2-2J o tahu 15,6 kN. Ve španělském letectvu obdržely označení E.25 Mirlo. Druhý kontrakt pokryl dodávku dalších 28 letounů.
Ozbrojená varianta kanónem DEFA ráže 30 mm C-101BB Aviojet, určená na export, měla instalovaný motor Garrett TFE731-3-1J s tahem zvýšeným o 0,9 kN. 23 kusů odebralo Chile (T-36 Halcón), kde se Aviojet také licenčně vyráběl a 4 Honduras.
16. listopadu 1983 poprvé vzlétla bitevní verze C-101CC Aviojet[zdroj⁠?!] s motorem TFE731-5-1J s tahem zvýšeným na 21 kN. 16 kusů zakoupilo Jordánsko, další stroje převzalo pod označením A-36 Toqui Chile.
25. května 1985 byl zalétán modernizovaný letoun C-101DD s ovládacími prvky na plynové a řídící páce (HOTAS) a průhledovým displejem. Tato cvičná varianta, kterou je možné používat jako lehký bitevník, může být vyzbrojena řízenou střelou AGM-65 Maverick.
Všechny letouny E.25 Mirlo, které zůstaly ve výzbroji, byly v letech 1990-1992 vybaveny moderním zbraňovým a navigačním systémem. Později po zástavbě radaru tato verze sloužila pod označením A-36BB pro výcvik s taktickými zbraněmi.

## Uživatelé
Španělsko
- Španělské letectvo (88 C-101EB)

 Chile

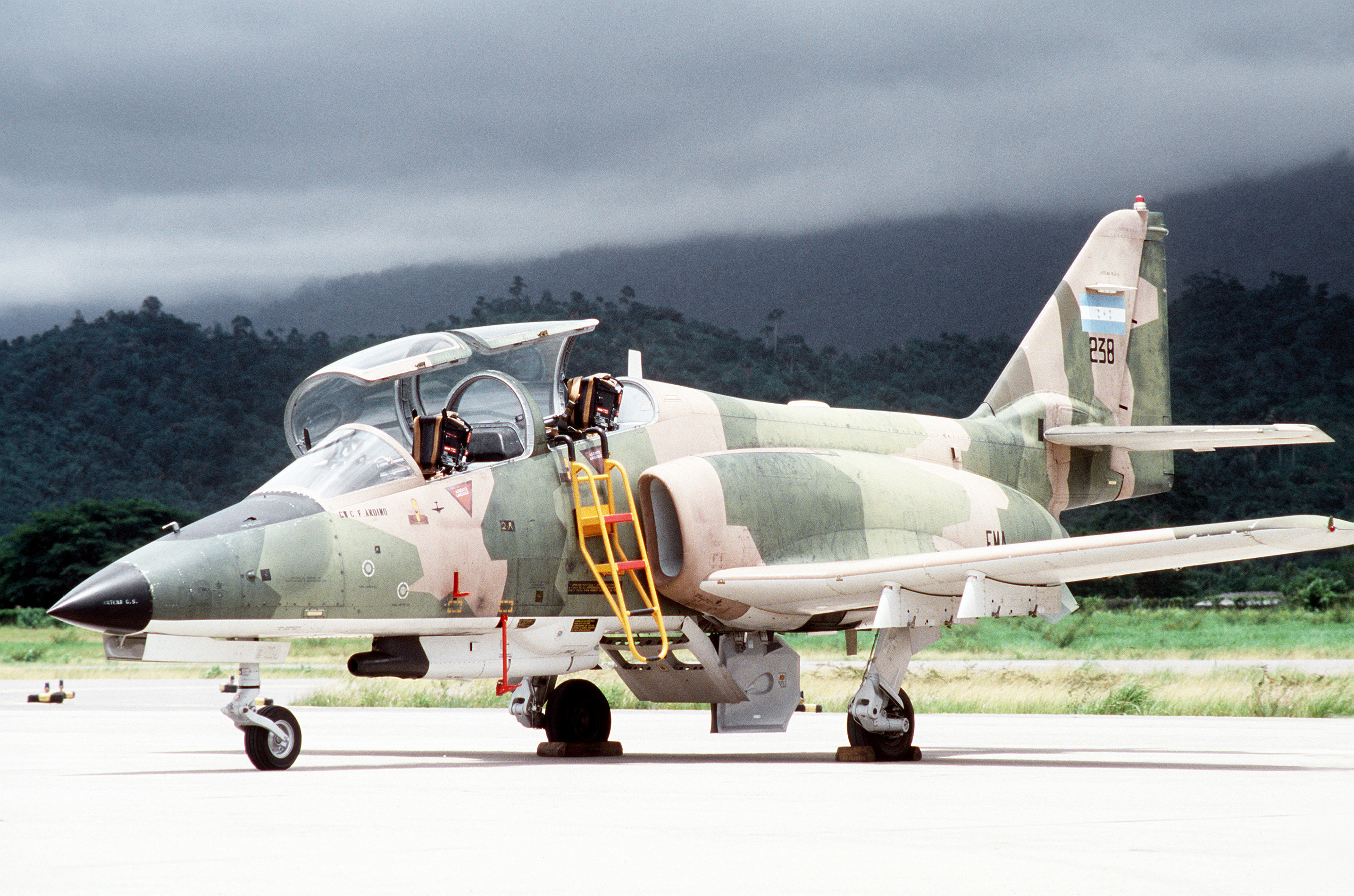
Honduraský C-101 Aviojet

- Chilské letectvo (35 -12 C-101BB a 23 C-101CC-)

 Honduras
- Honduraské letectvo (4 C-101BB) – tyto letouny zaznamenaly několik sestřelů pašeráckých letadel

 Jordánsko
- Jordánské letectvo (16 C-101CC)

## Specifikace (C-101EB)

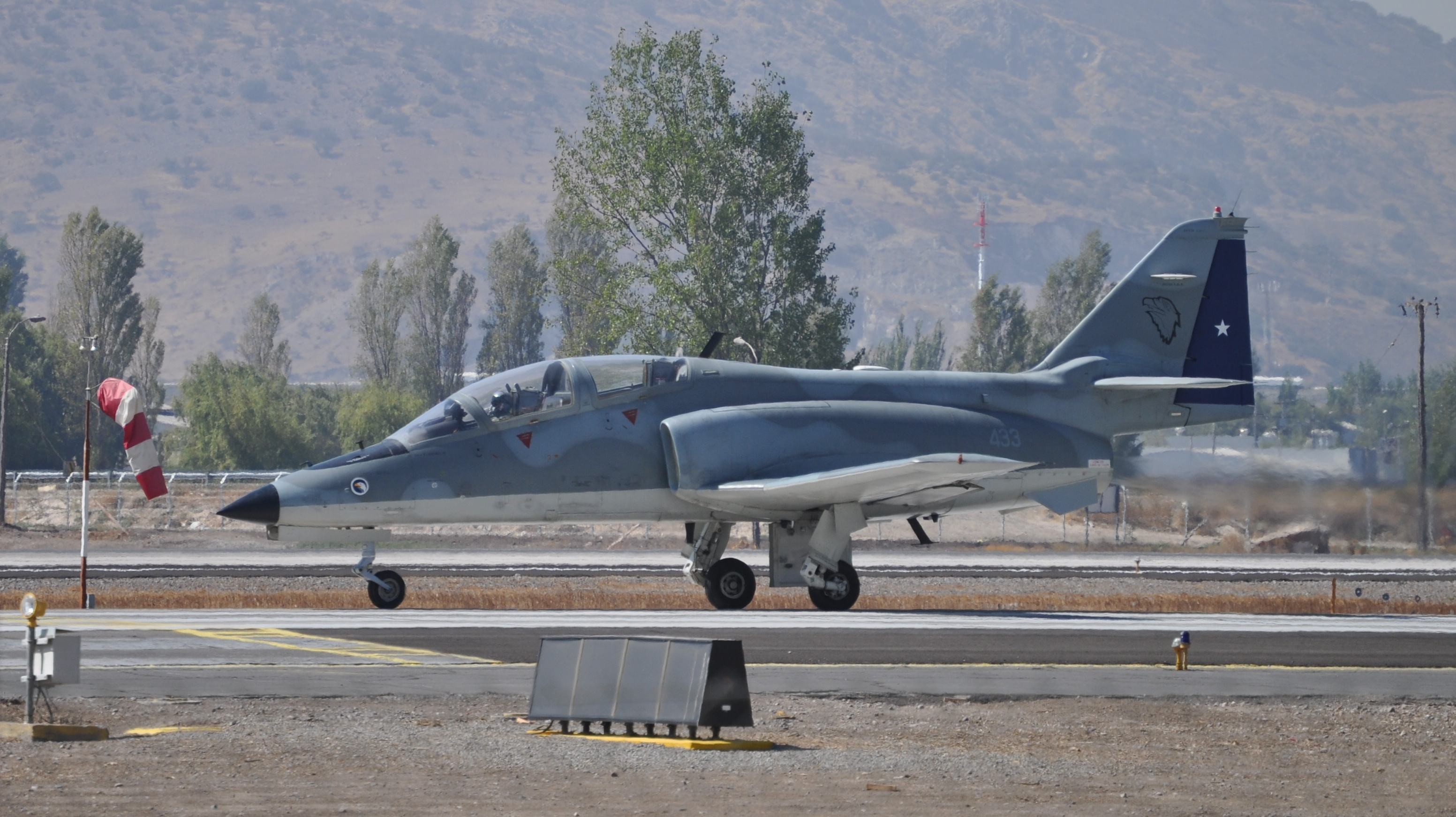
A-36 Toqui, Chilské letectvo (FACh)

### Technické údaje
- Osádka: 2
- Rozpětí: 10,60 m[1]
- Délka: 12,25 m[1]
- Výška: 4,25 m[1]
- Nosná plocha: 20 m²[1]
- Hmotnost prázdného letounu: 3350 kg[1]
- Maximální vzletová hmotnost: 4 850-5 600 kg[1]
- Pohonná jednotka: 1 × turbodmychadlový motor Garrett TFE731

### Výkony
- Maximální rychlost v hladině 7620 m: 793 km/h[1]
- Ekonomická cestovní rychlost v hladině 9145 m: 656 km/h[1]
- Maximální stoupavost: 19,2 m/s[1]
- Délka vzletu přes překážku 15 m: 850 m
- Délka přistání přes překážku 15 m: 900 m
- Dostup: 12 200 m[1]
- Dolet: 3600 km